# میناهای معمولی
میناهای معمولی (نام علمی: Acridotheres) نام یک سرده از تیرۀ ساران است.